# Partito Rivoluzionario Democratico
Il Partito Rivoluzionario Democratico (in spagnolo: Partido Revolucionario Democrático) è un Partito politico panamense fondato nel 1979 dal generale Omar Torrijos, il partito nello spettro politico nazionale si colloca nel Centro-sinistra e fa riferimento ai principi della Socialdemocrazia e del Populismo.